# Liubei (köpinghuvudort i Kina, Hubei Sheng, lat 32,81, long 110,76)
Liubei (kinesiska: 柳陂, 柳陂镇) är en köpinghuvudort i Kina. Den ligger i provinsen Hubei, i den centrala delen av landet, omkring 420 kilometer nordväst om provinshuvudstaden Wuhan. Antalet invånare är 56 729. Befolkningen består av 25 840 kvinnor och 30 889 män. Barn under 15 år utgör 12,0 %, vuxna 15-64 år 80 %, och äldre över 65 år 7,0 %.
Runt Liubei är det tätbefolkat, med 591 invånare per kvadratkilometer. Närmaste större samhälle är Shiyan, 17,8 km söder om Liubei. Trakten runt Liubei består till största delen av jordbruksmark.
Genomsnittlig årsnederbörd är 964 millimeter. Den regnigaste månaden är augusti, med i genomsnitt 166 mm nederbörd, och den torraste är december, med 8 mm nederbörd.